# Grégoire Hetzel
Grégoire Hetzel (Parigi, 20 giugno 1972) è un compositore francese.

## Biografia
Laureatosi al Conservatoire national supérieur de musique et de danse, ha iniziato col comporre musiche per film muti alla Cinémathèque française. Si è fatto notare nei primi anni duemila come compositore frequente dei film dei registi Mathieu Amalric, Catherine Corsini e, soprattutto, Arnaud Desplechin. Ha anche firmato la colonna sonora del film di Denis Villeneuve La donna che canta, candidato all'Oscar al miglior film straniero 2011.
Il suo lavoro copre tutti i campi musicali, dalla musica classica, al jazz, al folk, al pop o alla musica elettronica come nel caso de L'albero (2010), le cui musiche gli sono valse la prima delle sue quattro candidature ai premi César.

## Colonne sonore

### Cinema
- Lo stadio di Wimbledon (Le Stade de Wimbledon), regia di Mathieu Amalric (2001)
- Candidature, regia di Emmanuel Bourdieu (2001)
- Vert paradis, regia di Emmanuel Bourdieu (2003)
- I re e la regina (Rois et Reine), regia di Arnaud Desplechin (2004)
- Le Passager, regia di Éric Caravaca (2005)
- Les Amitiés maléfiques, regia di Emmanuel Bourdieu (2006)
- Les Ambitieux, regia di Catherine Corsini (2006)
- La Vie privée, regia di Zina Modiano (2007)
- Meduse (Meduzot), di Shira Geffen ed Etgar Keret (2007)
- L'Aimée, regia di Arnaud Desplechin - documentario (2007)
- Il killer (Le Tueur), regia di Cédric Anger (2007)
- Racconto di Natale (Un conte de Noël), regia di Arnaud Desplechin (2008)
- Intrusions, regia di Emmanuel Bourdieu (2008)
- Le Bel Âge, regia di Laurent Perreau (2009)
- Complices, regia di Frédéric Mermoud (2009)
- Toutes les filles pleurent, regia di Judith Godrèche (2010)
- L'albero (The Tree), regia di Julie Bertuccelli (2010)
- L'Avocat, regia di Cédric Anger (2010)
- La donna che canta (Incendies), regia di Denis Villeneuve (2010)
- Americano, regia di Mathieu Demy (2011)
- Maman, regia di Alexandra Leclère (2012)
- Trois Mondes, regia di Catherine Corsini (2012)
- Une autre vie, regia di Emmanuel Mouret (2013)
- Piccole crepe, grossi guai (Dans la cour), regia di Pierre Salvadori (2014)
- La camera azzurra (La Chambre bleue), regia di Mathieu Amalric (2014)
- On a le temps, regia di Abdolreza Kahani (2014)
- La prochaine fois je viserai le cœur, regia di Cédric Anger (2014)
- I miei giorni più belli (Trois souvenirs de ma jeunesse), regia di Arnaud Desplechin (2015)
- La Belle Saison, regia di Catherine Corsini (2015)
- Agnus Dei (Les Innocentes), regia di Anne Fontaine (2016)
- Louis-Ferdinand Céline, regia di Emmanuel Bourdieu (2016)
- Per mio figlio (Moka), regia di Frédéric Mermoud (2016)
- Le Secret de la chambre noire, regia di Kiyoshi Kurosawa (2016)
- Il sogno di Francesco (L'Ami - François d'Assise et ses frères), regia di Renaud Fély e Arnaud Louvet (2016)
- Quello che so di lei (Sage Femme), regia di Martin Provost (2017)
- I fantasmi d'Ismael (Les Fantômes d'Ismaël), regia di Arnaud Desplechin (2017)
- Dopo la guerra, regia di Annarita Zambrano (2017)
- Holy Lands, regia di Amanda Sthers (2017)
- Naufragé volontaire, regia di Didier Nion (2017)
- Un amour impossible, regia di Catherine Corsini (2018)
- L'amour est une fête, regia di Cédric Anger (2018)
- Convoi exceptionnel, regia di Bertrand Blier (2019)
- Roubaix, una luce nell'ombra (Roubaix, une lumière), regia di Arnaud Desplechin (2019)
- Chiamate un dottore! (Docteur?), regia di Tristan Séguéla (2019)
- La brava moglie (La Bonne Épouse), regia di Martin Provost (2020)
- Amanti (Amants), regia di Nicole Garcia (2020)
- La crociata (La Croisade), regia di Louis Garrel (2021)
- Tromperie - Inganno (Tromperie), regia di Arnaud Desplechin (2021)
- Fratello e sorella (Frère et Sœur), regia di Arnaud Desplechin (2022)
- Les Musiciens, regia di Grégory Magne (2025)

### Televisione
- Clara Sheller – serie TV, 12 episodi (2005-2008)

## Riconoscimenti
- Premio César
  - 2011 - Candidatura alla migliore musica da film per L'albero
  - 2016 - Candidatura alla migliore musica da film per I miei giorni più belli
  - 2019 - Candidatura alla migliore musica da film per Un amour impossible
  - 2020 - Candidatura alla migliore musica da film per Roubaix, una luce nell'ombra
- Premio Lumière
  - 2016 - Miglior colonna sonora per I miei giorni più belli e La Belle Saison
  - 2018 - Candidatura alla miglior colonna sonora per I fantasmi d'Ismael